# Octavia

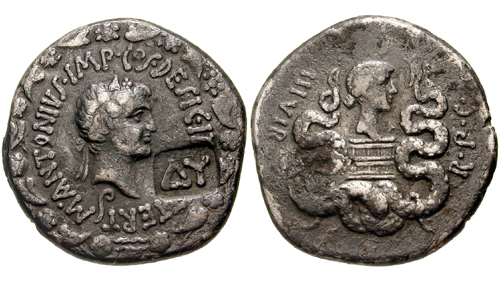
Marcus Antonius és felesége, Octavia

Octavia Thurina Minor (Nola, Kr. e. 69. – Kr. e. 11.) Caius Octavius római hadvezér, senator és magistratus gyermeke második, Atia Balba Caesonissal kötött házasságából származó leánya. Az itáliai Nolában született. Hűségéért, nemességéért, emberségéért tisztelték, és azért is, mert a hagyományos római erkölcsöket testesítette meg az intrika és árulás korában.
Gyermekkorát nagyrészt szüleivel töltötte utazgatva. Kr. e. 54. előtt mostohaapja összeházasította Caius Claudius Marcellusszal. Marcellus consulviselt ember, a befolyásos és ősi Claudius nemzetség tagja volt. A férj Kr. e. 40-ben bekövetkezett haláláig három gyermekük született: Claudia Marcella Maior és Claudia Marcella Minor, illetve Marcus Claudius Marcellus.
A senatus rendeletére Kr. e. 40 októberében Octavia feleségül ment Marcus Antoniushoz, hogy megerősítse közte és fivére között a szövetséget. Kr. e. 40 és 36 között Antoniusszal élt annak athéni villájában, illetve vele tartott a provinciákba tett látogatásain. Felnevelte Marcellustól született gyermekeit, Antonius két fiát és közös gyermekeiket, Antonia Maiort és Antonia Minort.
Kr. e. 36-ban, Octavia hazatért Rómába a gyerekekkel, és igyekezett közvetíteni öccse és férje között annak ellenére, hogy Antonius elutasította őt (Kr. e. 32-ben el is vált hűséges asszonyától). Antonius Kr. e. 30-ban elkövetett öngyilkossága után magára vállalta annak Fulviától és Kleopátrától származó utódainak (Iullus Antonius, Alexander Helius, Kleopátra Szeléné és Ptolemaiosz Philadelphosz ) felnevelését is. Octavia többé nem ment férjhez.
Augustus örökösévé fogadta Marcellust, Octavia fiát, ám a fiatalember Kr. e. 23-ban betegségben elhunyt. Octavia az emlékére nyitotta meg a Marcellus Könyvtárat, Augustus pedig színházat emeltetett unokaöccse tiszteletére (ld. Marcellus-színház). Octaviát nagyon megrendítette fia halála, és visszavonult a közélettől. Utolsó éveit gyászban töltötte, és ruhákat készített császári testvérének.
Augustus több emlékművet is emeltetett nővére tiszteletére: egy oszlopcsarnokot, illetve az Erény szobrát is Octaviáról mintáztatta meg. Emellett ő volt az egyik első római nő, akinek az arcképével pénzt vertek, és Livia császárnéhez hasonlóan ő is rendelkezhetett saját vagyonával.
Kr. e. 11-ben halt meg, röviddel azután, hogy unokahúga, Julia Caesaris feleségül ment Tiberiushoz. Szeretett fivére hatalmas posztumusz megtiszteltetésekben részesítette: emlékére megépíttette az Octavia-kaput, nővérét istenné nyilváníttatta és templomokat emelt neki.